# Monasterio de Surb Karapet
El Monasterio de Surb Karapet (en armenio: Մշո Սուրբ Կարապետ վանք, Msho Surb Karapet vank, también conocido como Monasterio de Juan el Bautista) fue un monasterio apostólico armenio ubicado en la histórica provincia de Taron, a unos 30 kilómetros al noroeste de Muş, en la actual Turquía oriental.
Surb Karapet se traduce como "Santo Precursor" y se refiere a Juan el Bautista, cuyos restos se cree que fueron resguardados en el sitio por Gregorio el Iluminador a principios del siglo IV. El monasterio sirvió posteriormente como fortaleza de los mamikonianos, la casa principesca de Taron, que afirmaban ser los guerreros santos de Juan el Bautista, su santo patrón. Fue ampliado y renovado muchas veces en siglos posteriores. En el siglo XX era un gran recinto en forma de fortaleza con cuatro capillas.
Históricamente, el monasterio fue el centro religioso de Taron y fue un prominente lugar de peregrinación. Se consideraba el monasterio más importante de la Armenia turca y el segundo más importante de todos los monasterios armenios después de Ejmiatsin. Desde el siglo XII, el monasterio fue la sede de la diócesis de Taron, que a principios del siglo XX tenía una población de 90.000 habitantes. Atraía a peregrinos en varias ocasiones al año y acogía grandes celebraciones. El monasterio fue quemado y saqueado durante el genocidio armenio de 1915 y posteriormente abandonado. Desde entonces, sus piedras han sido utilizadas por los kurdos locales para la construcción de sus viviendas.

## Nombres
A lo largo de la historia, el monasterio ha sido conocido con varios nombres. Uno de los más comunes fue Glakavank (Գլակավանք), que significa "Monasterio de Glak" en honor a su primer padre superior, Zenob Glak. Debido a su ubicación, también se llamaba Innaknian vank (Իննակնեան վանք), que se traduce como "Monasterio de las Nueve Fuentes".
Las fuentes turcas se refieren al monasterio como Çanlı Kilise (en turco: "Iglesia con campanarios"), o Çengelli Kilise (que significa "Iglesia con campanas" en kurdo, también el nombre del pueblo en el que se encuentra). A veces ofrecen una versión de su nombre armenio: Surpgarabet Manastırı. Las fuentes turcas y las guías de viaje generalmente omiten el hecho de que antiguamente era un monasterio armenio.

## Historia

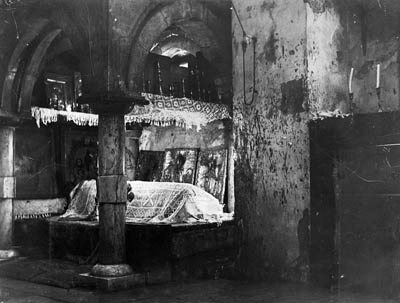
El Martyrium de Juan el Bautista

### Fundación en la Edad Media
Según la tradición armenia, el sitio fue fundado a principios del siglo IV por Gregorio el Iluminador, quien fue a Taron para difundir el cristianismo tras la conversión del rey Tiridates III de Armenia. En ese momento, había dos templos hindúes y estatuas de bronce establecidas por dos príncipes indios dedicados a los dioses Gisané y Deméter en el sitio del claustro. Fueron arrasados por Gregorio el Iluminador, que erigió un martirio para albergar los restos de los santos Atenógenes y Juan el Bautista que había traído de Cesarea. Según otras fuentes, los templos paganos fueron dedicados a las deidades Vahagn y Astghik. El historiador estadounidense James R. Russell sugiere que en Armenia algunas de las cualidades del dios pagano Vahagn fueron transmitidas a Juan el Bautista. La creencia popular sostenía que los devs (demonios) se mantenían bajo el monasterio y que serían liberados durante la Segunda Venida por Juan.
El historiador armenio Hrachia Adjarian especuló que Mesrob Mashtots, el inventor del alfabeto armenio, pudo haber estudiado en el monasterio a finales del siglo IV.
Zenob Glak, un arzobispo sirio, se convirtió en su primer padre superior. Se le menciona a veces como autor de la obra Historia de Taron (Patmutiun Tarono, Պատմութիւն Տարօնոյ), aunque generalmente se le atribuye al desconocido John Mamikonean y "los eruditos están convencidos de que la obra es una composición original de un periodo posterior (al siglo VIII), escrita como una falsificación deliberada". Su principal objetivo parece ser afirmar la preeminencia del monasterio. Se trata de un romance "histórico" relativamente breve que cuenta la historia de los cinco miembros de los mamikonianos, la casa principesca de Taron: Mushegh, Vahan, Smbat, su hijo Vahan Kamsarakan, y el hijo de este último, Tiran, que eran conocidos como los Guerreros Santos de Juan el Bautista, su santo patrón. Esta casa se encargó de defender el monasterio y otras iglesias de la región.
El cronista del siglo VI Atanas Taronatsi, recordado especialmente por la creación del calendario armenio, se convirtió en su padre superior. Las posesiones del monasterio se ampliaron en el siglo VII, pero el edificio se redujo a ruinas por un terremoto en el mismo siglo. Posteriormente fue reconstruido y se fundó la capilla de Surb Stepanos (San Esteban).
La historiadora estadounidense Christina Maranci sugirió que la fundación del monasterio está "muy probablemente relacionada con el auge del movimiento monástico" en la Armenia bagrátida en la década de 940. A finales del siglo IX, tras el establecimiento de la Armenia bagrátida, se fundó una escuela en el monasterio. En el siglo XI, el príncipe Gregorio Magistros construyó un palacio dentro del monasterio, pero fue destruido por un incendio en 1058 junto con la iglesia de San Gregorio, que tenía un techo de madera. Después de la muerte del Sökmen II Shah Arman en 1185, el monasterio fue atacado por los musulmanes. El arzobispo Stepanos fue asesinado y los monjes abandonaron el monasterio durante un año.

### Periodo moderno

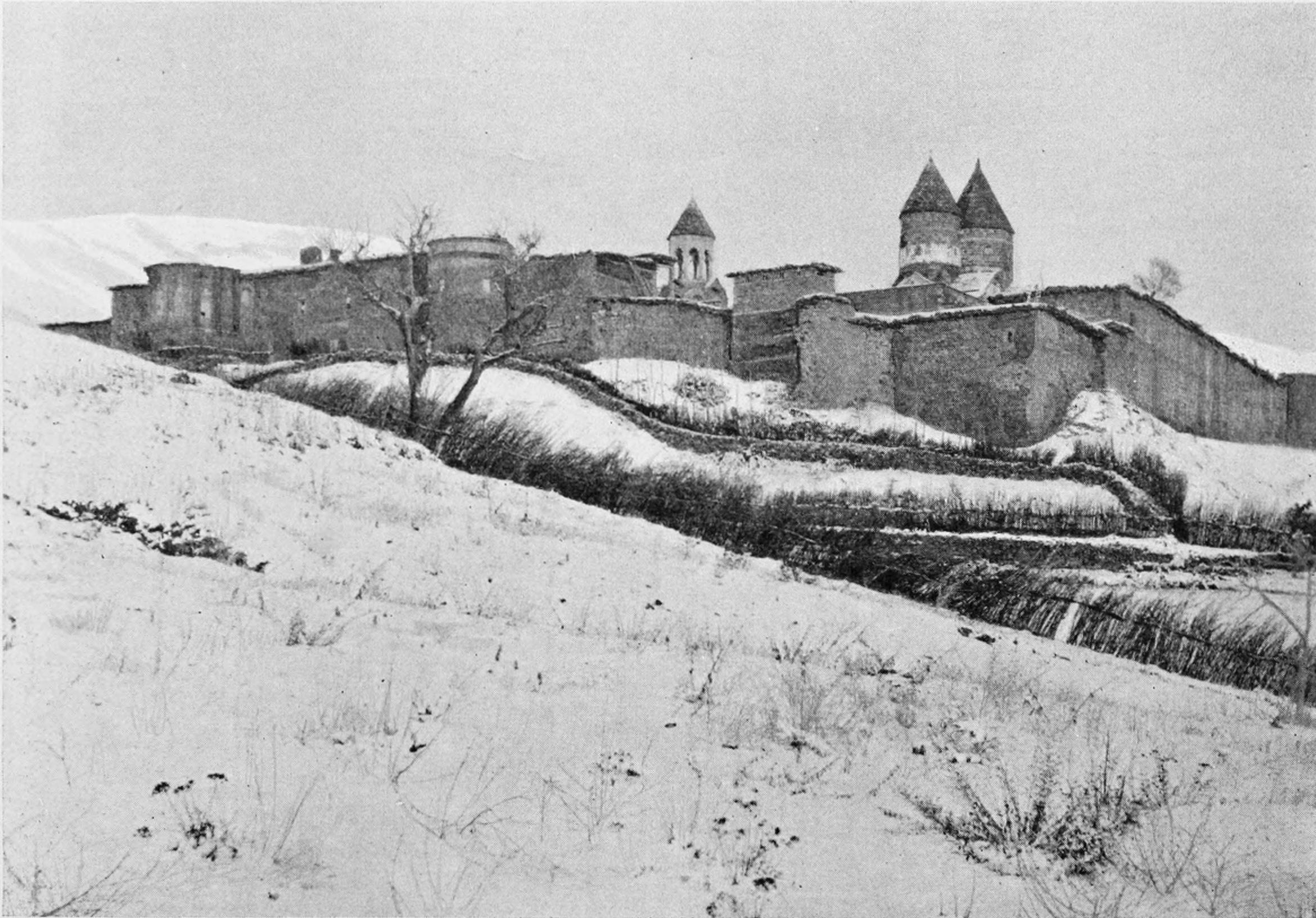
Vista del monasterio desde el sur en la década de 1890

A mediados del siglo XVI se construyó la capilla de Surb Karapet. Según el viajero otomano del siglo XVII Evliya Çelebi, los dirigentes del monasterio hicieron grandes donaciones a los pashas turcos para asegurar las propiedades monásticas. Entre los siglos XVI y XVIII, el monasterio acogía a menudo a armenios que huían de las guerras otomano - persas. En la década de 1750, la iglesia de Surb Karapet fue destruida por las tropas persas. En el siglo XVIII, varios terremotos afectaron seriamente la estructura del monasterio. El de 1784 fue especialmente devastador; destruyó la iglesia principal, el refectorio, parte del campanario y el muro sur. En 1788 el complejo monástico fue completamente reconstruido - su gavit fue ampliado y se renovó su campanario, las celdas de los monjes, el scriptorium, las murallas y otras secciones.

#### sigloXIX
En 1827, las bandas kurdas se apoderaron del monasterio y lo saquearon, destruyendo el mobiliario y los manuscritos. Sin embargo, el edificio prosperó a principios de 1862 cuando Mkrtich Khrimian se convirtió en su padre superior y, simultáneamente, en el prelado de Taron. Khrimian intentó cambiar la forma en que se manejaban las donaciones, estableciendo un consejo que financiara los proyectos de la comunidad. Antes de sus reformas, la mayoría del dinero se destinaba a los monjes y armenios acaudalados de la región que le ofrecieron una feroz oposición, incluyendo dos atentados contra su vida. En su primer año, fundó una escuela en gran parte secular en el monasterio, llamada Zharangavorats. Allí estudiaron, entre otros, los fedayi Kevork Chavush y Hrayr Dzhoghk, el cantante Armenak Shahmuradyan y el escritor Gegham Ter-Karapetian. Desde el 1 de abril de 1863 hasta el 1 de junio de 1865 Khrimian publicó en el monasterio la revista Artzvik Tarono, escrita en armenio moderno, y por lo tanto, accesible a la gente común. La revista buscaba elevar la conciencia nacional de los armenios. Editada por Garegin Srvandztiants, se publicaron un total de 43 números. Khrimian dejó el monasterio en 1868 cuando se convirtió en el Patriarca Armenio de Constantinopla.
Según dos viajeros franceses en 1890, el monasterio poseía grandes extensiones de terreno y se tardaban varias horas en llegar de un extremo a otro. El predio estaba cubierto por bosques y campos de cultivo, y además tenía tres granjas con alrededor de mil cabras y ovejas, cien bueyes, sesenta caballos, veinte asnos y cuatro mulos, que eran atendidos por 156 sirvientes. En 1896 se fundó un orfanato junto al monasterio. En él había una escuela para 45 niños y una biblioteca.
Según el viajero británico Henry Finnis Blosse Lynch, que visitó el monasterio en 1893, con la presencia de la amenaza kurda y las sospechas del gobierno turco "este monasterio, otrora floreciente, había sido despojado de gran parte de su glamour; de hecho, los monjes eran poco más que prisioneros del Estado". El edificio fue saqueado en 1895 durante las masacres hamidianas. A principios del siglo XX, la estructura del monasterio se estaba deteriorando. El declive continuó hasta el comienzo de la Primera Guerra Mundial.

### Destrucción y estado actual
Durante el genocidio armenio de 1915 el monasterio albergó a un gran número de armenios que escapaban de las deportaciones y los asesinatos. Las fuerzas turcas y los irregulares kurdos lo sitiaron, pero los armenios que se encontraban en su interior resistieron durante más de dos meses. Según informes contemporáneos, alrededor de cinco mil armenios fueron masacrados cerca del muro del monasterio, mientras que el edificio mismo fue saqueado. De acuerdo con los misioneros estadounidenses Clarence Ussher y Grace Knapp, los turcos masacraron "tres mil hombres, mujeres y niños" reunidos en el patio del monasterio por orden de un oficial alemán.
En 1916 las tropas rusas y los voluntarios armenios tomaron temporalmente el control del área y transfirieron alrededor de 1.750 manuscritos a Ejmiatsin. Entre ellos se encuentra un relicario del siglo XVIII de la mano derecha de Juan el Bautista hecho de plata repujada. El área fue recapturada por los turcos en 1918 y, posteriormente, dejó de existir no sólo como centro espiritual, sino también como monumento arquitectónico. Permaneció abandonada hasta los años 1960, cuando algunas familias kurdas se instalaron en el lugar.
Muchas edificaciones se erigieron en el pueblo utilizando piedras del monasterio y jachkars (piedras conmemorativas con forma de cruz), incrustándolas en las paredes. Las piedras restantes "están siendo sistemáticamente llevadas por los kurdos locales para sus propios fines de construcción". Según el historiador Robert H. Hewsen, a partir de 2001 solo quedan restos de dos cámaras de la capilla de Surb Stepanos, mientras que los restos que quedan del monasterio consisten en "cimientos y muros en ruinas", que se utilizan como graneros.
En mayo de 2015 Aziz Dağcı, presidente de la ONG "Unión de Solidaridad Social y Cultura para los Armenios de Bitlis, Batman, Van, Mush y Sasun", realizó una convocatoria formal a los Ministerios turcos de Cultura e Interior solicitando la reconstrucción del monasterio y el traslado de las 48 casas y 6 graneros instalados en su antigua ubicación. Dagcı declaró que, de conformidad con el Tratado de Lausana de 1923, el Gobierno turco estaba obligado a preservar las instituciones y estructuras religiosas de las minorías etnorreligiosas, incluidas las de la comunidad armenia. Añadió que primero envió una carta a las agencias gubernamentales en 2012, que prometieron limpiar el sitio en un plazo de seis meses.

## Artefactos

### Cruz de plata
En agosto de 2013, una cruz de plata de estilo armenio atribuida por el vendedor al monasterio de Surb Karapet apareció en el sitio web de subastas ruso Bay.ru y fue valorada en 70.000 dólares. La Santa Sede de Echmiadzin manifestó que estaban tratando de "verificar los detalles con respecto a la subasta". El notable historiador de arte Levon Chookaszian señaló que el vendedor no proporcionó mucha información. Añadió que "todo lo que podemos ver es que se trata de una delicada platería y no se sabe nada más sobre ella".

### Puertas
Dos monumentales puertas de madera tallada del monasterio, fechadas en 1212, se exhibieron en el Museo Metropolitano de Arte en 2018. Pertenecen a un coleccionista privado de Canadá que las adquirió en la casa de subastas Christie's en 1996. Fue descubierta por un artista alemán de Estambul por 5.000 marcos alemanes. Era amigo del historiador de arquitectura armenio Armen Hakhnazarian.

## Arquitectura

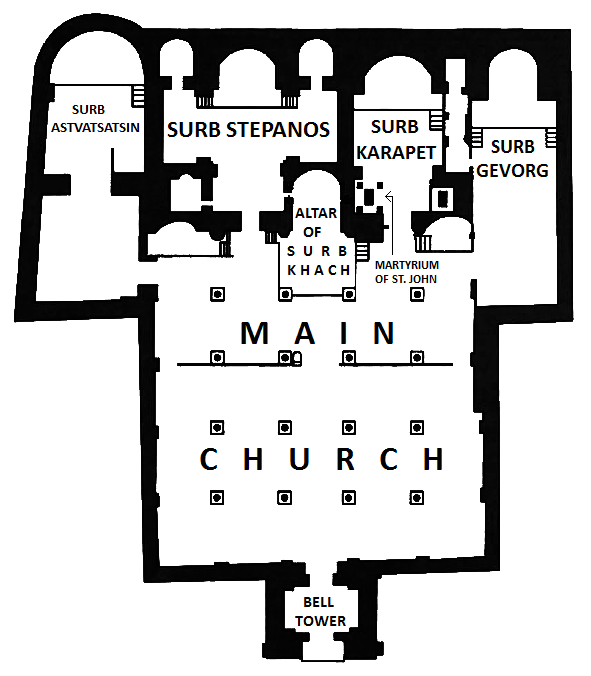
Plano del monasterio

El monasterio estaba rodeado de fuertes muros y era similar a una fortaleza. El historiador Dickran Kouymjian se refirió a la edificación como "una vasta ermita amurallada". Lynch, que lo visitó en 1893, describió el monasterio de la siguiente manera: "Un recinto amurallado, como el de una fortaleza, una puerta maciza sobre bisagras enrejadas: tal es la primera impresión de esta solitaria faneta. [...] Se ingresa en un amplio patio y se enfrenta a un hermoso campanario y un porche, además de una fachada con incrustaciones de tablas de mármol blanco con bajorrelieves". Una década antes, el viajero inglés Henry Fanshawe Tozer escribió sobre el monasterio: "Los edificios ... son de piedra, muy macizos y muy irregulares, y se elevan unos sobre otros en varios ángulos. Apenas había ninguna pretensión de arquitectura, y nada del aspecto pintoresco tan característico de los monasterios griegos".

### Estructura
El complejo del monasterio estaba compuesto por la iglesia principal, dedicada a la Santa Cruz (Surb Khach) y cuatro capillas al este: Surb Astvatsin (Santa Madre de Dios), Surb Stepanos (San Esteban), Surb Karapet (Santo Precursor) y Surb Gevorg (San Jorge). La iglesia principal no era una típica iglesia armenia, sino una gran sala. Se cree que originalmente funcionaba como un zhamatun (cámara). Fue construida en su mayor parte con piedras grises y estaba sostenida por 16 columnas. Las capillas de Surb Karapet y Surb Stepanos tenían cúpulas, con "altos tambores cilíndricos y techos cónicos". La capilla de Surb Astvatsin fue proporcionada a los monjes asirios en la fiesta de San Juan.
El campanario de tres pisos fue construido en el siglo XVIII. También había celdas para los monjes, un refectorio, alojamiento para los peregrinos, el edificio de la prelatura del siglo XIX y una escuela monástica.

## Significado cultural
El monasterio fue históricamente el centro religioso de Taron. Desde el siglo XII hasta su destrucción, el edificio fue la sede de la diócesis de Taron, que contaba con una población armenia de 90.000 habitantes (alrededor de 1911). Era considerado el santuario más grande y eminente de la Armenia occidental  y el segundo monasterio armenio más importante después de Ejmiatsin. Permaneció como un prominente sitio de peregrinación hasta el estallido de la Primera Guerra Mundial. Personas de todos los rincones de Armenia peregrinaban al monasterio. Normalmente celebraban las fiestas en el patio del edificio. Los creyentes lo consideraban "todopoderoso" y era famoso por su capacidad de curar a los enfermos físicos y mentales.
El monasterio se conocía popularmente como Մշո սուլթան Սուրբ Կարապետ Msho sultan Surb Karapet, que se traduce literalmente como "Sultan Surb Karapet de Mush". El epíteto "Sultán" fue otorgado como referencia a su alto estatus como "señor y maestro" de Taron.
El edificio albergó las tumbas de varios príncipes mamikonianos, ya que era la abadía sepulcral de la dinastía. Según Lynch, las tumbas de Mushegh, Vahan el Lobo, Smbat y Vahan Kamsarakan podrían haber sido encontradas cerca del muro sur del monasterio.

### Eventos anuales
Surb Karapet era un centro de grandes celebraciones anuales. Varios eventos seculares tenían lugar en sus alrededores, tales como carreras de caballos, caminatas en la cuerda floja y competiciones artísticas durante las fiestas de Vardavar y la Asunción de María. Las competiciones de carreras de caballos se celebraban en Vardavar y en ellas participaba un gran número de personas. La marcha sobre la cuerda floja, ampliamente practicada por los armenios de Taron, estaba históricamente relacionada con el culto del monasterio.

### Tradiciónashik
El monasterio era un lugar de peregrinación tradicional para los ashiks (músicos populares) armenios. Se ha comparado con el Monte Parnaso en Grecia, que fue la morada de las Musas. Existen registros del viaje que el prominente ashik del siglo XVIII Sayat-Nova realizó al monasterio en búsqueda de la gracia divina.

## Referencias culturales

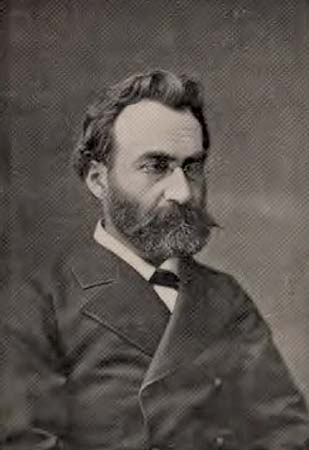
El escritor armenio Raffi hizo mención al monasterio en su novela Salbi, 1866